# How Bill Squared It with His Boss
How Bill Squared It with His Boss (o How Bill Squared It for His Boss) è un cortometraggio muto del 1914 diretto da Eddie Dillon (Edward Dillon).

## Produzione
Il film fu prodotto dalla Komic Pictures Company.

## Distribuzione
Distribuito dalla Mutual Film, il film uscì nelle sale cinematografiche USA il 19 luglio 1914.